# Ciències del Dret
Les Ciències del Dret, són totes aquelles disciplines que tracten d'explicar les característiques del Dret, entès com un fenomen que existeix més enllà de la seva dimensió positiva, aquesta última objecte propi de la dogmàtica jurídica.
És convenient en aquest sentit no confondre dos termes, Ciències del Dret i Ciència del Dret, que no són, com es podria pensar a primera vista, el plural i el singular d'una mateixa idea, sinó que fan referència a qüestions força diferents. Amb l'expressió Ciència del Dret (singular) s'ha identificat, des d'un bon començament, a la dogmàtica jurídica, amb exclusió d'altres perspectives. Al seu torn, l'expressió Ciències del Dret (plural) fa referència a l'existència de disciplines científiques que tenen com a objecte d'estudi del Dret i que no formen part de la Dogmàtica (estudi del dret positiu).
Si per a la dogmàtica, la idea de Dret es configura al voltant del positum que constitueix una ordenació vigent, i orienta la seva acció a la discussió de les possibilitats que l'estructura de l'esmentada ordenació permet per tal de realitzar un examen científic d'aquest ordenament jurídic, les ciències fonamentals pretenen, o bé explicar la història de l'esmentada ordenació (Dret romà, Història del Dret), o bé, la seva funció en la societat en la qual s'insereix (Sociologia del Dret), o bé, fer-se càrrec dels seus problemes en un nivell supradogmàtic (Filosofia del Dret, Teoria del Dret).